# Kadrū
Kadrū (devanagari: कद्रू,) è un personaggio della mitologia induista.  È indicata come una delle figlie di Daksha e una delle consorti del saggio Kashyapa nelle scritture indù. Kadru è meglio conosciuta come la madre dei Naga, la razza dei serpenti.

## Mitologia
Le leggende di Kadru descrivono in dettaglio la sua relazione con la sorella maggiore Vinata, che era anche una delle tante mogli di Kashyapa. In una storia, Kadru e Vinata gareggiano per avere figli che siano più potenti. Kadru chiede al marito di poter avere molti figli, mentre Vinata esprime il desiderio di avere due soli figli, che siano più potenti di quelli della sorella. Così, Kadru partorisce mille uova, da cui nascono i Naga, progenitori della razza dei serpenti. Vinata partorisce solo due uova, ma gelosa perché le sue uova dopo molto tempo non si sono ancora schiuse, rompe una di esse, da cui nasce un figlio malformato, Aruṇa. Egli maledice sua madre per la sua forma fisica, condannandola a essere schiava di Kadru per 500 anni, fino alla schiusa del secondo uovo. Dopo tale periodo di tempo, nasce il secondo figlio di Vinata, Garuda, sotto forma di un enorme uccello dotato di immenso potere.
Kadru è anche descritta come più intrigante e astuta di Vinata. Sfida Vinata a indovinare il colore della coda di Uccaiḥśravas, il divino cavallo bianco. Dopo che Vinata dice che la coda è bianca, Kadru inganna Vinata ordinando ai suoi figli di avvolgersi attorno alla coda del cavallo, facendola apparire nera. Di conseguenza, Vinata perde la scommessa e lei ei suoi figli sono costretti a diventare schiavi di Kadru e dei suoi figli.
Un'altra leggenda afferma che quando Kadru chiede a Garuda di portare i suoi figli sulla schiena nella dimora del sole in modo che possano rendergli omaggio, essi vengono bruciati. Vinata chiede allora a Garuda di portare l'acqua del Gange dagli inferi e di spruzzarla sui naga per rianimarli.